# Surf's Up
| 전문가 평가                             | 전문가 평가 |
| 평가 점수                               | 평가 점수   |
| 출처                                    | 점수        |
| --------------------------------------- | ----------- |
| AllMusic                                | [ 3 ]       |
| Christgau's Record Guide                | B–          |
| Encyclopedia of Popular Music           | [ 5 ]       |
| MusicHound Rock                         | 4/5         |
| Pitchfork (Sunflower/Surf's Up reissue) | 8.9/10      |
| The Rolling Stone Album Guide           | [ 8 ]       |

《Surf's Up》은 1971년 8월 30일에 발매된 미국의 록 밴드 비치 보이스의 열일곱 번째 스튜디오 음반이다. 그것은 따뜻한 비판적인 환영을 받았고 미국 레코드 차트에서 29위에 올라 1967년 이후 미국에서 가장 높은 차트의 새로운 음악 LP가 되었다. 영국에서는 《Surf's Up》이 15위로 정점을 찍으며 1965년 이후 줄어들지 않았던 상위 40개 음반들이 줄줄이 이어졌다.
이 음반의 제목과 커버 작품 모두 이 밴드의 초기 서핑 이미지에 대한 아이러니하고 자각적인 끄덕임이다. 이 곡은 그룹 미완성 음반 《Smile》에서 1966년에 작사, 부분 녹음된 곡인 〈Surf's Up〉의 마지막 곡에서 따왔다. 《Surf's Up》의 창작 방향은 새로 고용된 밴드 매니저 잭 릴리가 그룹 이미지를 재창조해 시대 반문화에 재도입하려 노력한 영향이 컸다. 미국에서 〈Long Promised Road〉과 〈Surf's Up〉이라는 두 개의 싱글이 발행되었다. 전자만 89위를 정점으로 순위를 매겼다.
2004년에는 《롤링 스톤》의 "역사상 가장 위대한 음반 500장" 독일 판에서 154표로 뽑혔고, 《피치포크》의 "70년대 100장 음반"에서 61위에 올랐다. 음악 참고서 《죽기 전에 꼭 들어야 할 앨범 1001》에 수록돼 있다.

## 배경
1969년 브라이언 윌슨은 레이디언트 래디쉬라고 불리는 단명 건강식품 가게를 열었다. 그곳에서 일하는 동안, 그는 기자 겸 라디오 진행자 잭 릴리를 만났다. 릴리는 라디오 인터뷰를 위해 브라이언과 이야기를 나누었고, 그 주제는 결국 발표되지 않은 노래 〈Surf's Up〉으로 바뀌었는데, 이 곡은 3년 전 《Smile》 음반이 종영된 이후 지하 언론에서 거의 신화적인 비율을 차지하고 있었다. 브라이언은 발매를 망설였다. "그냥 너무 길어요. 레코드에 올리기보다는 그냥 노래로 남겨두는 게 낫겠어요. 횡설수설합니다. 음반 컷이 아니면 음반으로 만들기에는 너무 길어요, 어차피 그럴 수밖에 없을 것 같아요. 싱글 사운드와는 거리가 멀어요. 결코 싱글일 수는 없습니다."
1970년 8월 8일, 릴리는 "비치 보이스의 음반 판매 증가와 인기를 어떻게 자극할 것인가"에 대해 6페이지 분량의 메모를 제공했다. 그들의 최신 음반 《Sunflower》에 대한 실망스러운 판매 반응이 있은 지 몇 주 후인 1970년 가을, 비치 보이스는 릴리를 그들의 매니저로 고용했다. 그의 계획 중 하나는 밴드가 사회적으로 더 의식적인 가사를 특징으로 하는 노래를 녹음하도록 장려하는 것이었다. 그는 또 1971년 4월 빌 그레이엄의 필모어 이스트에서 열린 〈Surf's Up〉의 완성을 요청하고, 그레이트풀 데드 콘서트에 게스트 출연을 주선해 비치 보이스의 반문화 전환을 예고했다.

## 곡 목록
| #  | 제목                           | 작사·작곡                        | 리드 보컬                           | 재생 시간 |
| -- | ------------------------------ | -------------------------------- | ----------------------------------- | --------- |
| 1. | 〈Don't Go Near the Water〉    | 마이크 러브, 앨 자딘             | 마이크 러브, 앨 자딘, 브라이언 윌슨 | 2:39      |
| 2. | 〈Long Promised Road〉         | 칼 윌슨, 잭 릴리                 | 칼 윌슨                             | 3:30      |
| 3. | 〈Take a Load Off Your Feet〉  | 자딘, 브라이언 윌슨, 게리 윈프리 | B. 윌슨, 자딘                       | 2:29      |
| 4. | 〈Disney Girls (1957)〉        | 브루스 존스턴                    | 브루스 존스턴                       | 4:07      |
| 5. | 〈Student Demonstration Time〉 | 제리 리버, 마이크 스톨러, 러브   | 러브                                | 3:58      |

| #  | 제목                                     | 작사·작곡                 | 리드 보컬                       | 재생 시간 |
| -- | ---------------------------------------- | ------------------------- | ------------------------------- | --------- |
| 1. | 〈Feel Flows〉                           | C. 윌슨, 릴리             | C. 윌슨                         | 4:44      |
| 2. | 〈Lookin' at Tomorrow (A Welfare Song)〉 | 자딘, 윈프리              | 자딘                            | 1:55      |
| 3. | 〈A Day in the Life of a Tree〉          | B. 윌슨, 릴리             | 잭 릴리, 반 다이크 파크스, 자딘 | 3:07      |
| 4. | 〈'Til I Die〉                           | B. 윌슨                   | C. 윌슨, B. 윌슨, 러브          | 2:31      |
| 5. | 〈Surf's Up〉                            | B. 윌슨, 반 다이크 파크스 | C. 윌슨, B. 윌슨, 자딘          | 4:12      |